# Marry Me
A Marry Me (magyarul: Vegyél feleségül) egy dal, amely Finnországot képviselte a 2013-as Eurovíziós Dalfesztiválon. A dalt a svéd származású Krista Siegfrids adta elő angol nyelven Malmőben.
A dal a 2013. február 9-én rendezett finn nemzeti döntőben nyerte el az indulás jogát. A döntőben a zsűrik és a televoting szavazatai alakították ki az eredményt. A dal pedig a nyolcfős döntőben győzedelmeskedett.
Az Eurovíziós Dalfesztiválon a dalt először a május 16-án megrendezett második elődöntőben adták elő, a fellépési sorrendben ötödikként az azerbajdzsáni Farid Mammadov Hold Mecímű dala után, és a máltai Gianluca Tomorrow című dala előtt. Az elődöntőben 64 ponttal a kilencedik helyen végzett, így továbbjutott a döntőbe.
A május 18-án rendezett döntőben a fellépési sorrendben negyedikként adták elő a moldáv Aliona Moon O mie című dala után, és a spanyol ESDM Contigo hasta el final című dala előtt. A szavazás során 13 pontot szerzett, amely a huszonnegyedik helyet jelentette a huszonhat fős mezőnyben.

## Külső hivatkozások
- Dalszöveg
- Videóklip
- A dal előadása a finn nemzeti döntőben
- A dal előadása a 2013-as Eurovíziós Dalfesztivál döntőjében